# Solenura keralensis
Solenura keralensis är en stekelart som först beskrevs av T.C. Narendran 1992.  Solenura keralensis ingår i släktet Solenura och familjen puppglanssteklar. Inga underarter finns listade i Catalogue of Life.